# サン＝マルク＝ラ＝ランド
サン＝マルク＝ラ＝ランド （Saint-Marc-la-Lande）は、フランス、ヌーヴェル＝アキテーヌ地域圏、ドゥー＝セーヴル県のコミューン。

## 人口統計
| 1962年 | 1968年 | 1975年 | 1982年 | 1990年 | 1999年 | 2008年 | 2013年 |
| ------ | ------ | ------ | ------ | ------ | ------ | ------ | ------ |
| 373    | 339    | 332    | 323    | 328    | 316    | 365    | 356    |

参照元:1962年から1999年までは複数コミューンに住所登録をする者の重複分を除いたもの。それ以降は当該コミューンの人口統計によるもの。1999年までEHESS/Cassini、2004年以降INSEE。

## 史跡
- サン・マルク・ラ・ランド参事会教会 - 16世紀
- コマンドリー - ヴィエノワの聖アントワーヌ病院兄弟会（fr）の修道士たちが設立。18世紀より聖ヨハネ騎士団が所有。